# Cisuru
Cisuru is een bestuurslaag in het regentschap Cilacap van de provincie Midden-Java, Indonesië. Cisuru telt 5059 inwoners (volkstelling 2010).